# Джун Хэвок
Джун Хэвок (англ. June Havoc; 8 ноября 1912[…], Ванкувер, Британская Колумбия, Канада — 28 марта 2010[…], Стамфорд, Коннектикут, США) — американская актриса, танцовщица, сценарист и театральный режиссёр, младшая сестра «королевы бурлеска» Джипси Розы Ли.

## Биография
Эллен Эвенджелайн Ховик, ставшая известной как Джун Хэвок, родилась в канадском городе Ванкувер 8 ноября 1912 года в семье Джона Олафа Ховика, работавшего рекламщиком в газете, и его жены Роуз Томпсон Ховик. Карьера Эллен началась ещё в юности, вслед за её старшей сестрой Роуз Луис Ховик, которая была известна публике под псевдонимом Джипси Роза Ли. Ещё в 1918 году Эллен появилась в эпизодической роли в одном из немых фильмов.
После развода родителей она с сестрой стала зарабатывать деньги, участвуя в водевилях, где они исполняли различные танцевальные номера. На одном из таких представлений Эллен познакомилась с артистом Бобби Ридом, после чего покинула шоу и тайно оформила с ним брак. В 1930 году, спустя год после свадьбы, она родила дочь, Эйприл Рид. После развода она ещё дважды была замужем, но оба брака распались.
Её дебют на Бродвее, уже под именем Джун Хэвок, состоялся в 1936 году в постановке «Запретная мелодия». После ещё пары ролей на театральных сценах она переместилась в Голливуд. В 1940-х годах Хэвок появилась в картинах «Моя сестра Эйлин» (1942), «Не время для любви» (1943), «Привет, Диддл, Диддл» (1943), «Миллионы Брюстера» (1945), «Джентльменское соглашение» (1947), «Железный занавес» (1948) и «Чикагский предел» (1949).
В то же время Джун Хэвок оставалась активна и на Бродвее, где она продолжала играть до 1983 года. С конца 1950-х она также начала появляться на телевидении, где в 1960-х у неё даже было собственное, хотя и недолговечное телешоу. Джун Хэвок успешно показала себя и в качестве сценариста и театрального режиссёра. Она является соавтором нескольких театральных постановок и кинокартин. В 1964 году Хэвок была выдвинута на премию «Тони» в номинации Лучший режиссёр за постановку «Марафон’33», в которой она также выступила и как сценарист. В 1980 году она появилась в небольшой роли в музыкальном фильме «Музыку не остановить», который провалился в прокате.
Последний раз на экранах она появилась в 1990 году в телесериале «Главный госпиталь». В 2003 году театр Эбингдон в Нью-Йорке был переименован в её честь. Джун Хэвок так же является обладательницей двух звёзд на Голливудской аллее славы: за вклад в кино и телевидение.
Джун Хэвок скончалась утром 28 марта 2010 года в своём доме в городке Уилтон в штате Коннектикут в возрасте 97 лет.

## Избранная фильмография
- 1942 — Четыре Джека и Джил / Four Jacks and a Jill — Опал
- 1942 — С песней беды уйдут / Sing Your Worries Away — Рокси Рошель
- 1942 — Моя сестра Эйлин / My Sister Eileen — Эффи Шелтон
- 1943 — Привет, Фриско, Привет / Hello Frisco, Hello — Бьюла Клэнси
- 1943 — Не время для любви / No Time for Love — Дарлин
- 1943 — Привет, Диддл, Диддл / Hi Diddle Diddle — Лесли Куайл
- 1944 — Королева древесины / Timber Queen — Лил Боггс
- 1944 — Казанова в бурлеске / Casanova in Burlesque — Лиллиан Колман
- 1945 — Миллионы Брюстера / Brewster’s Millions — Трикси Саммерс
- 1947 — Джентльменское соглашение / Gentleman’s Agreement — Элейн Уэйлс
- 1947 — Интрига / Intrigue — Тамара Баранофф
- 1948 — Железный занавес / The Iron Curtain — Нина Каранова
- 1948 — Когда моя крошка улыбается мне / When My Baby Smiles at Me
- 1949 — Красный, горячий и синий / Red, Hot and Blue — Сандра
- 1949 — Чикагский предел / Chicago Deadline — Леона
- 1949 — История Молли Х / The Story of Molly X — Молли Х
- 1950 — Мама мне не сказала / Mother Didn’t Tell Me — Мэгги Робертс
- 1950 — Украв однажды / Once a Thief — Марджи Фостер
- 1951 — Следуй за солнцем / Follow the Sun — Норма
- 1952 — Одержимая / Lady Possessed — Джин Уилсон
- 1956 — Трое для Джейми Доуна / Three for Jamie Dawn — Лорри Делакур
- 1977 — Личное досье Джона Эдгара Гувера / The Private Files of J. Edgar Hoover — мать Гувера
- 1980 — Музыку не остановить / Can’t Stop the Music — Хелен Морелл
- 1987 — Возвращение в Салем / A Return to Salem’s Lot — тётя Клара